# The Color of Violence
The Color of Violence est un groupe américain de punk hardcore expérimental, originaire de Tampa, en Floride. Projet parallèle du groupe de post-hardcore From First to Last, le groupe est composé du batteur Derek Bloom et du chanteur/guitariste Travis Richter.

## Histoire
The Color of Violence se forme en 2002 en tant que groupe à temps plein sous le nom de Skeleton Slaughter vs. Fetus Destroyer. Les membres essayent de faire de la musique qui ressemble à du grindcore, en particulier au groupe Discordance Axis. Après avoir changé le nom en The Color of Violence, enregistré et sorti un EP et tourné au début de l'année 2003, tous les membres sauf Crews se concentrent sur From First to Last (alors sous le nom de « First to Last »). Entre 2003 et la majeure partie de l'année 2006, The Color of Violence ne connait que peu ou pas d'activité.
Fin 2006, Richter et Bloom décident de revenir à la musique sous le nom de The Color of Violence en tant que groupe de deux personnes. En 2006, ils envoient quelques morceaux à Brett Gurewitz, fondateur et PDG d'Epitaph et guitariste du groupe de punk rock Bad Religion.
En 2009, le groupe sort son seul album, Youthanize, qui est bien accueilli par la presse spécialisée,,. The Color of Violence joue au Vans Warped Tour 2009 lors de l'étape de Pomona le 26 juin. The Color of Violence assure également la première partie de la tournée de From First to Last en octobre 2009, avec leur signature chez Rise Records. Fin 2009, Travis Richter se sépare de From First to Last. Il devient alors le chanteur du groupe de metal progressif The Human Abstract.
Le 9 février 2018, ils sortent un nouveau single intitulé Dreadophile. Celui-ci fait suite à une longue période d'annonce de la part du groupe et à deux mixtapes officielles.

## Discographie

### Albums studio
- 2009 : Youthanize

### EP
- 2003 : Winter Tour EP[1]
- 2005 : Demo 2005
- 2020 : Cholera Violins

### Mixtapes
- 2017 : Halloween
- 2017 : I Can't Believe It's Not Garbage Vol.1
- 2019 : Fright Fiesta

### Singles
- 2018 : Dreadophile
- 2020 : Miine